# Andreas Geroldinger
Andreas Geroldinger (* 29. Oktober 1980 in Linz) ist ein österreichischer Rechtswissenschaftler und Hochschullehrer. Er ist seit 2018 Universitätsprofessor am Institut für Zivilrecht der Rechtswissenschaftlichen Fakultät der Johannes Kepler Universität (JKU) Linz. Geroldinger ist außerdem Vorstand des 2019 gegründeten Instituts für Anwaltsrecht an der JKU Linz.

## Werdegang
Geroldinger wurde in Linz geboren und wuchs in Eberstalzell auf. Er besuchte das neusprachliche Gymnasium Dr. Schauer Straße in Wels und begann nach dem Präsenzdienst im Jahr 1999 das Studium der Rechtswissenschaften an der JKU Linz. Im Jahr 2000 wechselte er an Universität Wien, wo er 2005 das Diplomstudium abschloss. 2009 promovierte er zum Doctor iuris. Seine von Andreas Konecny betreute Dissertation zum internationalen Insolvenzrecht wurde mit mehreren Wissenschaftspreisen ausgezeichnet und ist 2010 bei Manz erschienen. Gut fünf Jahre später bestätigte der VwGH die von Geroldinger gegenüber den Finanzbehörden vertretene Rechtsauffassung, dass Preisgelder für wissenschaftliche Arbeiten in der Regel nicht der Einkommensteuer unterliegen.
Nach Abschluss des Diplomstudiums arbeitete Geroldinger zunächst als Rechtsanwaltsanwärter. 2006 holte ihn Walter Rechberger als Universitätsassistenten an das Institut für Zivilverfahrensrecht der Universität Wien. Diese Tätigkeit setzte Geroldinger bei Peter Böhm fort. Nach einer mehrmonatigen Tätigkeit als wissenschaftlicher Mitarbeiter im Evidenzbüro des Obersten Gerichtshofs wechselte Geroldinger 2010 an das Institut für Zivilrecht der JKU Linz. An der von Meinhard Lukas geleiteten Abteilung für Grundlagenforschung habilitierte er sich 2017 mit seiner Arbeit „Der mutwillige Rechtsstreit“ für die Fächer Bürgerliches Recht und Zivilverfahrensrecht. 2018 wurde er als Nachfolger von Peter Apathy Professor am Linzer Institut für Zivilrecht. Einen Ruf der Universität Innsbruck (1. Listenplatz für eine Professur für Zivilgerichtliches Verfahrensrecht) lehnte Geroldinger im Jahr 2021 ab.
Im Jahr 2019 gründete Geroldinger gemeinsam mit Sebastian Bergmann das Institut für Anwaltsrecht an der JKU Linz. Seit 2019 ist er Mitglied des Vorstands des Peter-Rummel-Studienfonds zur Förderung begabter Studierender im Bereich des Zivilrechts an der JKU Linz. 2020 wurde Geroldinger als Academic Conferee in CERIL (Conference on European Restructuring and Insolvency Law) aufgenommen, wo er gemeinsam mit Myriam Mailly eine Arbeitsgruppe leitet.
Seit 2020 ist Geroldinger Mitherausgeber und seit 2022 gemeinsam mit Meinhard Lukas Schriftleiter der „Juristischen Blätter“ (JBl). 2022 wurde er außerdem Mitherausgeber des von Peter Rummel begründeten Kommentars zum ABGB, dessen vierte Auflage er zuvor schon redaktionell betreut hatte. Gemeinsam mit Matthias Neumayr gibt Geroldinger einen Kommentar zum Internationalen Zivilverfahrensrecht heraus. 2021 verfasste er ein Gutachten für den 21. Österreichischen Juristentag, in dessen Zentrum die Umsetzung der Verbandsklage-Richtlinie in Österreich steht.

## Veröffentlichungen (Auswahl)
- Verfahrenskoordination im Europäischen Insolvenzrecht – Die Abstimmung von Haupt- und Sekundärinsolvenzverfahren nach der EuInsVO. Manz, Wien 2010. ISBN 978-3-214-14305-3.[11]
- Der mutwillige Rechtsstreit – Schadenersatzansprüche der Parteien wegen materiell rechtswidriger Prozessführung. Manz, Wien 2017. ISBN 978-3-214-05838-8.[12]
- mit Matthias Neumayr (Hrsg.): Internationales Zivilverfahrensrecht – Praxiskommentar. LexisNexis, Wien ab 2021. ISBN 978-3-7007-7523-2.[13]
- mit Meinhard Lukas (Hrsg.): Kommentar zum ABGB (4. Auflage). Manz, Wien ab 2014. ISBN 978-3-214-16443-0.[14]
- Rechtsdurchsetzung im Verbraucherrecht – prozessuale Aspekte, in Österreichischer Juristentag, Gutachten für den 21. Österreichischen Juristentag, Abteilung Zivilrecht II/1. Manz, Wien 2022. ISBN 978-3-214-14210-0.[15]

## Wissenschaftliche Auszeichnungen
- 2017: Kardinal-Innitzer-Förderungspreis für Rechts- und Staatswissenschaften
- 2017: Walter Haslinger Preis (Hauptpreis)[16]
- 2012: Förderpreis der Juristischen Blätter[17]
- 2010: Wissenschaftspreis des Gravenbrucher Kreises (1. Platz)[18]
- 2010: Wissenschaftspreis der VKB-Genossenschaftsstiftung Dr. Pfeifauf[19]
- 2010: Wolf Theiss Award[20]
- 2010: Österreichischer Preis für Restrukturierungsmanagement und Insolvenzrecht[21]